# Acido obtusilico
L'acido obtusilico  o 4-decenoico è un acido grasso lineare composto da 10 atomi di carbonio, con 1 doppio legame in posizione 4=5 in configurazione cis.
È un acido omega-6 di scarso interesse nutrizionale con notazione abbreviata 10:1n-6.
Fu isolato nell'olio dei semi di Lindera obtusiloba , da cui prende il nome comune, nel 1937 dal scienziato giapponese Toyama e riconosciuto lo stesso anno da Saburo Komori e Sei-ichi Ueno.
L'olio di Lindera obtusiloba, Tohaku in coreano, che contiene circa un 4% di acido obtusilico, era un olio che i coreani applicavano sui capelli. L'acido obtusilico è stato isolato solo in poche altre piante della famiglia delle Lauraceae: Lindera praecox (≈5%), Litsea auriculata  (≈4%), Lindera citriodora (≈3%).
Un incremento dell'acido obtusilico nel sangue e organi umani è stato associato al deficit di acil-CoA deidrogenasi.